# Lithacodia cuprea
Lithacodia cuprea är en fjärilsart som beskrevs av William Schaus 1898. Lithacodia cuprea ingår i släktet Lithacodia och familjen nattflyn. Inga underarter finns listade i Catalogue of Life.